# شهرستان ریچموند (ویرجینیا)
شهرستان ریچموند، ویرجینیا (به انگلیسی: Richmond County, Virginia) یک سکونتگاه مسکونی در ایالات متحده آمریکا است که در ویرجینیا واقع شده‌است.

## خصوصیات
شهرستان ریچموند ۵۵۹٫۴۴ کیلومترمربع مساحت دارد.